# キリストには代えられません
キリストには代えられません（きりすとにはかえられません、英語: I'd rather have in Jesus）はジョージ・ビバリー・シェーの代表作品である。
1929年ごろ、シェーがホイートン大学生時代に生命保険会社のアルバイトをしていた頃、日曜日の朝、父の牧師館でピアノを弾こうとしたときに、母親が筆記していたレア・ミラーの歌詞を見た。この詩をピアノの上に置いた時、シェーは心を打たれて、ピアノで短時間の間に作曲した。
この曲で、音楽伝道者になることを決意して、その朝の父親の教会の礼拝で歌って決意を表明した。その後、曲はピース楽譜として出版されて大いに売れた。
日本では、中田羽後によって訳され「聖歌」に収録された。

## 所収
- 聖歌521番
- 讃美歌第二編195番
- 讃美歌21 522番
- 新聖歌428番
- 聖歌 (総合版)539番
- 「救世軍歌集」 （1997年、救世軍出版供給部）255番